# Winston Rodney
Winston Rodney [vínston rôdnej] alias Burning Spear [b'ŕniŋ spír], jamajški pevec roots rock reggaeja, glasbenik in glasbeni producent, * 1. marec, 1948, Saint Ann's Bay, Okrožje Saint Ann, Jamajka.

## Življenje
Burning Spear se je rodil v majhni ribiški vasi St. Ann's Bay ob severni obali otoka v Okrožju Saint Ann (kakor Bob Marley in Marcus Mosiah Garvey), kjer je še vedno njegov dom. Njegovi konjički so nogomet, plavanje, tek in glasba. Na začetku njegove glasbene poti mu je neposredno pomagal Marley.
| Oh, I stand strong inna Babylon, His Majesty, big Marcus Garvey His Majesty, big Martin Luther King I am the Master of my Home I am the Captain of my Soul I will watch my footsteps, I will watch them - inna Babylon, Watch your back inna Babylon, Check your move inna Babylon Nice and easy | Trdno stojim v babilonskem svetu Njegovo veličanstvo, veliki Marcus Garvey Sem gospodar svojega doma Svoji duši sem vodja sam Pazil bom na svoje korake, pazil bom na njih - v Babilonu Pazite na svoj hrbet v babilonskem svetu Preverite svoj korak v babilonskem svetu Lepo in počasi |

— Burning Spear, I Stand Strong, * The World Should Know, 1993
Burning Spear je eden od najbolj neomajnih zagovornikov samoodločnosti in samozaupanja, ki ga je za vse afriške potomce razširjal Garvey.
Leta 1987 je Burning Spear nastopil tudi v Hali Tivoli v Ljubljani, leto kasneje pa je imel koncert v Dvorani Zenith v Parizu, ki je razpoložljiv na nosilcih zvoka in videa.
Na svojem albumu * Appointment With His Majesty iz leta 1997 je posvetil pesem Play Jerry glasbeniku in kitaristu skupine Grateful Dead Jerryju Garcii, ki je preminil dve leti prej.
Leta 2002 sta Burning Spear in njegova žena Sonia Rodney, ki je producirala veliko njegovih plošč, ustanovila glasbeno založbo Burning Spear Records. Drugače pa je večino svojih plošč produciral sam.
Burning Spear se zavzema za poštenost, mir in ljubezen, kar je povezano z njegovimi verskimi in političnimi sporočili rastafarijanstva in črne enotnosti.

## Diskografija
- Studio One – Studio One JA 1973[4]

```
 1. Ethiopians Live It Out                7. Door Peep Shall Not Enter
 2. We Are Free                           8. Pick Up The Pieces
 3. Fire Down Bellow                      9. Get Ready
 4. Creation                             10. Journey
 5. Don't Mess With Jill                 11. Them A Come
 6. Down By The Riverside                12. He Prayed
```

- Rocking Time – Studio One JA 1974

```
 1. Call On You                           7. What A Happy Day
 2. Foggy Road                            8. This Race
 3. Swell Headed                          9. Walla Walla
 4. Girls Like You                       10. Rocking Time
 5. Old Time Saying                      11. Weeping And Wailing
 6. Bad To Worst                         12. Mamie
```

- Marcus Garvey – Fox JA, Island UK 1975

```
 1. Marcus Garvey                         6. Old Marcus Garvey
 2. Slavery Days                          7. Tradition
 3. The Invasion                          8. Jordan River
 4. Live Good                             9. Red, Gold & Green
 5. Give Me                              10. Resting Place
```

- Garvey's Ghost – Fox JA 1975

```
 1. The Ghost                             6. Farther East Of Jack
 2. I And I Survive                       7. 2000 Years
 3. Black Wa-Da-Da                        8. Dread River
 4. John Burns Skank                      9. Workshop
 5. Brain Food                           10. Reggaelation
```

- Man In The Hills – Fox or Wolf JA, Island UK 1976, Mango Antilles

```
 1. Man In The Hills                      6. People Get Ready
 2. It's Good                             7. Children
 3. No More War                           8. Mother
 4. Black Soul                            9. Door Peep
 5. Lion                                 10. Groovy
```

- Dry And Heavy – Island UK 1977

```
 1. Any River                             6. Dry & Heavy
 2. The Sun                               7. Wailing
 3. It's A Long Way Around                8. Black Disciples
 4. I W.I.N                               9. Shout It Out
 5. Throw Down Your Arms
```

- Live – Island UK 1977

```
 1. The Ghost (Marcus Garvey)             5. Further East Of Jack (Old Marcus Garvey)
 2. I And I Survuve (Slavery Days)        6. Main In The Hills
 3. Black Soul                            7. Throw Down Your Arms
 4. Lion
```

- Social Living (aka Marcus Children 1978 – Island Records UK) /Blood And Fire UK 1994

```
 1. Marcus Children Suffer                6. Nyah Keith
 2. Come                                  7. Institution
 3. Social Living                         8. Mister Garvey
 4. Marcus Say Jah No Dead                9. Civilise Reggae
 5. Marcus Senior
```

- Living Dub, V 1 (Marcus Children 1978) – Harry J. Studio, Kingston JA/ Heartbeat USA 1993

```
 1. Children Of Today                     6. Run Come Dub
 2. Present                               7. Help Us
 3. Associate                             8. Musiya
 4. Jah Boto                              9. All Over
 5. In Those Days                        10. Hill Street Dub
```

- Hail H.I.M – Burning Spear JA 1980

```
 1. Hail H.I.M.                           6. African Teacher
 2. Columbus                              7. African Postman
 3. Road Foggy                            8. Cry Blood Africans
 4. Follow Marcus Garvey                  9. Jah A Guh Raid
 5. Jah See And Know
```

- Living Dub, V 2 (Hail H.I.M. 1980) – Grove Recording Studio, Ocho Rios, St. An's, JA/ Heartbeat 1993

```
 1. Cry Afrika (Cry Blood Africans)       6. Pirates's Dub (Columbus)
 2. Telegram In Dub (African Postman)     7. Foggy (Road Foggy)
 3. Teacher (African Teacher)             8. Marcus Dub (Follow Marcus Garvey)
 4. Offensive Dub (Jah A Guh Raid)        9. World Dub (Bad To Worst)
 5. Majestic Dub (Hail H.I.M.)           10. Over All Dub (Civilized Reggae)
```

- Farover – Burning MP JA, Heartbeat USA 1982

```
 1. Farover                               6. She's Mine
 2. Greetings                             7. Message
 3. Image                                 8. O'Jah
 4. Rock                                  9. Jah Is My Driver
 5. Education
```

- The Fittest of the Fittest – Tuff Gong Recording Studio, Kingston JA /Burning MP JA, Heartbeat USA 1983

```
 1. The Fittest of the Fittest            6. 2000 Years
 2. Fire Man                              7. For You
 3. Bad to Worst                          8. In Africa
 4. Repatriation                          9. Vison
 5. Old Boy Garvey
```

- Resistance – Tuff Gong Recording Studio, Kingston JA /Burning MP JA, Heartbeat USA 1985

```
 1. Resistance                            6. Jah Say
 2. Mek We Yadd                           7. We Been There
 3. Holy Foundation                       8. Jah Feeling
 4. Queen of the Mountain                 9. Love to You
 5. The Force
```

- People Of The World – Slash, Greensleves UK 1986

```
 1. We Are Going                          6. People Of The World
 2. This Experience                       7. I'm Not The Worst
 3. Seville Land                          8. Build This City
 4. Who's The Winner?                     9. No Worry You'self
 5. Distant Drum                         10. Little Love Song
```

- Mistress Music – Slash, Greensleves UK 1988

```
 1. Tell The Children                     6. Mistress Music
 2. Leader                                7. Love Garvey
 3. Woman, I Love You                     8. Tell Me, Tell Me
 4. One Way                               9. Say You Are In Love
 5. Negril                               10. Fly Me To The Moon
```

- Live In Paris – Slash, Greensleves UK 1989

```
 1. Spear Burning                         8. Queen Of The Mountain
 2. We Are Going                          9. Creation Rebel
 3. The Youth                            10. Mistress Music
 4. New Experience                       11. Built This City
 5. African Postman                      12. The Wilderness
 6. Happy Day                            13. Driver
 7. Woman I Love You                     14. Door Peep
```

- Mek We Dweet – Tuff Gong Studios, Kingston JA /Mango, Island 1990

```
 1. Mek We Dweet                          6. Take A Look
 2. Civilization                          7. Great Man
 3. Garvey                                8. One People
 4. Elephants                             9. African Woman
 5. My Roots                             10. Mek We Dweet In Dub
```

- Jah Kingdom – Mango UK 1992

```
 1. Jah Kingdom                           7. Should I
 2. Praise Him                            8. When Jah Call
 3. Come, Come                            9. Thank You
 4. World Power                          10. Land Of My Birth
 5. Tumble Down                          11. Estimated Prophet
 6. Call On Jah
```

- The World Should Know – Mango UK, Heartbeat USA 1993

```
 1. The World Should Know                 6. Mi Gi Dem
 2. In A Time Like Now                    7. Loving Day
 3. I Stand Strong                        8. Sweeter Than Chocolate
 4. Identity                              9. On The Inside
 5. It's Not A Crime                     10. Peace
```

- Love And Peace – Heartbeat USA 1994

```
 1. The Sun                               6. Great Men
 2. I Stand Strong                        7. Jah Kingdom
 3. Come Come                             8. Mi Gi Dem
 4. Take A Look                           9. Peace
 5. Mek We Dweet
```

- Rasta Business – Heartbeat USA 1995

```
 1. Africa                                7. Rasta Business
 2. This Man                              8. Old Timer
 3. Not Stupid                            9. Subject In School
 4. Creation                             10. Hello Rastaman
 5. Every Other Nation                   11. Legal Hustlers
 6. Burning Reggae
```

- Chant Down Babylon – Island JA 1996

```
 CD1
 1. Marcus Garvey                        11. Cultivation
 2. Slavery Days                         12. The Sun
 3. I & I Survive                        13. It's A Long Way Around
 4. Old Marcus Garvey                    14. Throw Down Your Arms
 5. Tradition                            15. Dry & Heavy
 6. The Invasion (A.K.A. Black Wa-Da-Da) 16. Black Disciples
 7. Door Peep                            17. The Lion (live)
 8. No More War                          18. Jordan River (live)
 9. Black Soul                           19. Jah No Dead
10. Man In The Hills
```

```
 CD2
 1. Marcus Children Suffer                9. Great Men's Dub
 2. Social Living                        10. One People
 3. Marcus Say Jah No Dead               11. African Woman
 4. Nyah Keith                           12. Jah Kingdom
 5. Civilize Reggae                      13. Praise Him
 6. Mek We Dweet                         14. Should I
 7. My Roots                             15. Estimated Prophet
 8. Recall Some Great Men                16. Thank You
```

- Appointment With His Majesty – Grove Music Studio, Ocho Rios, St. Ann's, JA/ Heartbeat EUROPE 1997

```
 1. Appointment With His Majesty          7. My Island
 2. Play Jerry                            8. Don't Sell Out
 3. Reggae Physician                      9. Commercial Development
 4. Music                                10. Glory Be to Jah
 5. African Jamaican                     11. Clean It Up
 6. Loving You                           12. Come In Peace
```

- Living Dub, V 3 – Burning MP JA 1997

```
 1. Dub Creation                          7. Chanting Home
 2. African Dub                           8. Dub Old Timer
 3. Stand                                 9. Subjective Dub
 4. Smart Dub                            10. Friendly Dub
 5. Remember                             11. Investigation
 6. Burning Dub                          12. World Dub
```

- Living Dub, V 4 – Burning MP JA 1998

```
 1. Dub It Clean                          7. Peaceful Dub
 2. Dub Appointment                       8. Dub African
 3. First Time Dub                        9. My Island Dub
 4. Physician Dub                        10. Music Dub
 5. Jah Dub                              11. Loving Dub
 6. Dub Smart
```

- Calling Rastafari – Burning MP JA, Heartbeat USA 2000

```
 1. As It Is                              7. Calling Rastafari
 2. Hallelujah                            8. Sons Of He
 3. House Of Reggae                       9. Statue Of Liberty
 4. Let's Move                           10. Own Security
 5. Brighten My Vision                   11. Holy Man
 6. You Want Me To
```

- Live in Montreaux – Burning MP JA 2001

```
 1. The Youth                             7. Rocking Time
 2. Jah Nuh Dead                          8. Columbus
 3. Nyah Keith                            9. Slavery Days
 4. Tumble Down                          10. Postman
 5. Man In The Hills                     11. Happy Day
 6. Old Marcus
```

- Freeman – Burning MP JA 2003

```
 1. Trust                                 7. Freeman
 2. We Feel It                            8. Loved For Who I Am
 3. Ha Ha                                 9. Rise Up
 4. Not Guilty                           10. Old School
 5. Rock and Roll                        11. They Can't
 6. Hey Dready                           12. Changes
```

- Living Dub, V 6 – 2004

- Creation Rebel – 2004
- Sounds from the Burning Spear – 2004
- Live In South Africa 2000–2004
- Our Music – Burning MP JA 2005

```
 1. Our Music                             7. Fix Me
 2. Try Again                             8. Walk
 3. Down In Jamaica                       9. One Marcus
 4. Together                             10. My Duty
 5. Friends                              11. Little Garvey
 6. O'Rastaman
```

- The Burning Spear Experience – 2008
- Jah Is Real – 2009

```
1. The Cruise                             8. Grandfather
2. Step It                                9. Wickedness
3. You Were Wrong"                       10. Stick To The Plan
4. Run For Your Life                     11. No Compromise
5. Jah Is Real                           12. 700 Strong
6. People In High Places                 13. Grassroot
7. One Africa                            14. Step It (Remix)
```